# Hexatoma bengalensis
Hexatoma bengalensis är en tvåvingeart som beskrevs av Alexander 1933. Hexatoma bengalensis ingår i släktet Hexatoma och familjen småharkrankar. Inga underarter finns listade i Catalogue of Life.